# René Andrle

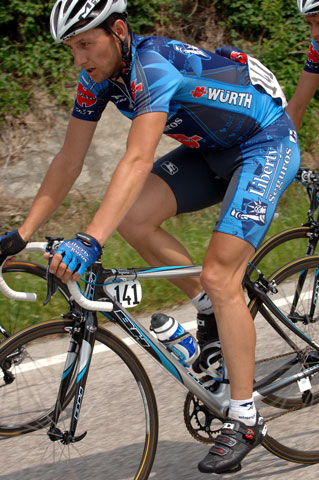
René Andrle (2006)

René Andrle (* 1. April 1974 in Litoměřice) ist ein ehemaliger tschechischer Radrennfahrer.
Als Junior gewann er im Trikot der damals noch Tschechoslowakischen Nationalmannschaft 1992 eine Etappe der Trofeo Karlsberg. 1997 gewann er eine Etappe der Österreich-Rundfahrt.
Von 1999 bis 2000 fuhr er für Wüstenrot-ZVVZ und von 2001 bis 2003 war er bei ONCE unter Vertrag. 2004 und 2005 fuhr er für das spanische Liberty Seguros Team, anschließend wechselte er zu PSK Whirlpool.
Der Tscheche nahm je einmal an der Tour de France, der Vuelta a España und zweimal am Giro d’Italia teil. Bei den Olympischen Sommerspielen 2004 in Athen ging er im Straßenrennen und im Einzelzeitfahren an den Start und belegte im Zeitfahren Rang 16. Ende 2008 beendete er seine Radsport-Laufbahn.

## Palmarès
- Tschechischer Meister im Teamzeitfahren 2008
- Sieger beim Kriterium von Terezín 2004
- Dritter bei den tschechischen Meisterschaften  2004
- Etappensieger der 5. Etappe der Murcia-Rundfahrt 2002
- Dritter Platz beim Grand Prix Mitsubishi 2001
- Sieger der 5. Etappe bei der Slowakei-Rundfahrt 2000
- Gesamtsieger der  Slowakei-Rundfahrt 2000
- Sieger Krasna Hora 2000
- Zweiter Grand Prix Cycliste de Beauce 2000
- Sieger Picin 1999
- Erster Krasna Hora 1999
- Etappensieger der 3. Etappen auf der Ytong Bohemia Tour 1999
- Tschechischer Meister im Straßenrennen 1995